# الإبريق المكسور (مسلسل)
الإبريق المكسور، مسلسل تراثي قديم عرض في 1978، يتكلم عن لصوص يحاولون سرقة ذهب من عند أكبر تجار القماش وهذا الذهب يريد به التاجر معالجة إبنه الضرير.

## فريق العمل

### تمثيل
| الممثل              | الشخصية    |
| ------------------- | ---------- |
| عبد الرحمن العقل    | أيوب البطل |
| خالد العبيد         | علوان      |
| محمد المنيع         | بوحمد      |
| فوزية المشعل        | أم حمد     |
| محمد السريع         | زهير       |
| عبد الإمام عبد الله | ظافر       |
| عبد الله الحبيل     | مسعود      |
| هدى حمادة           | ليلى       |
| منقذ السريع         | بشار       |